# Cantó d'Aubinh
El cantó d'Aubinh és un cantó francès del departament de l'Avairon, situat al districte de Vilafranca de Roergue. Té 4 municipis i el cap cantonal és Aubinh.

## Municipis
- Aubinh
- Cransac
- Firmin
- Vivièrs

## Història
| Data d'elecció                           | Identitat     | Partit | Qualitat |
| ---------------------------------------- | ------------- | ------ | -------- |
| 1988-1994                                | Lucien Mazars | PS     |          |
| 1994-                                    | Pierre Beffre | PS     |          |
| les dades anteriors no són pas conegudes |               |        |          |
|                                          |               |        |          |

## Demografia
| 1962   | 1968   | 1975   | 1982   | 1990   | 1999   | 2006  |
| ------ | ------ | ------ | ------ | ------ | ------ | ----- |
| 12.453 | 15.196 | 14.177 | 13.121 | 11.416 | 10.239 | 9.957 |